# Тодор Вујасиновић
Тодор Вујасиновић Тоша (Тешањ, 16. октобар 1904 — Београд, 25. март 1988) био је учесник Народноослободилачке борбе, друштвено-политички радник СР Босне и Херцеговине и СФР Југославије и јунак социјалистичког рада.

## Биографија
Рођен је 16. октобра 1904. године у селу Тешањ, код Добоја. После завршене богословије, студирао је филозофију у Паризу, где се повезао са класним радничким покретом и постао члан КП Француске.
По повратку у земљу 1930. године радио је на повезивању и јачању партијских организација у Краљеву, Чачку, Ужицу и Крагујевцу. Члан Комунистичке партије Југославије (КПЈ) је од 1930. године. У току 1933. и 1934. заједно са Благојем Паровићем је радио на организовању и учвршћењу партијских организација у Србији. Био је члан Покрајинског комитета КПЈ за Србију, 1934. и 1935. Због револуционарне активности више пута хапшен и прогањан од полиције. Априла 1935. је ухапшен и затим осуђен на годину дана робије, коју је издржао у Сремској Митровици. После изласка са робије, наставља револуционарни рад у Србији и Босни. Од 1937. био је члан Покрајинског комитета КПЈ за Босну и Херцеговину. Непрестано је прогањан, а 1940. и затворен у концентрациони логор у Билећи.

### Народноослободилачка борба
Један је од организатора устанка у источној Босни, у лето 1941. године. Током Народноослободилачког рата налазио се на разним одговорним дужностима у НОВЈ:
- командант Озренског партизанског одреда,
- члан Оперативног штаба НОП одреда источне Босне,
- заменик команданта Првог босанског народноослободилачког корпуса.

Био је већник Антифашистичке скупштине народног ослобођења Југославије (АВНОЈ) и Земаљског антифашистичког већа народног ослобођења Босне и Херцеговине (ЗАВНОБиХ), те члан Националног комитета ослобођења Југославије (НКОЈ). Марта 1945. године, када је образована Привремена влада Демократске Федеративне Југославије, изабран је, као представник НКОЈ, за министра саобраћаја од 1945. до 1951. године.

### Послератни период
После ослобођења Југославије, демобилисан је из Југословенске армије (ЈА) и бавио се друштвено-политичким радом. Био је члан Владе и Извршног већа Скупштине Народне Републике Босне и Херцеговине. Био је члан Централног комитета Комунистичке партије Југославије, биран на Петом конгресу КПЈ, 1948. и Централног комитета Комунистичке партије Босне и Херцеговине. Биран је за посланика Савезне скупштине СФРЈ у свим сазивима до 1969, а после је био члан Савета федерације.
Умро је 25. марта 1988. године у Београду и сахрањен је у Алеји заслужних грађана на Новом гробљу у Београду.

## Књиге и одликовања
Кроз свој друштвено-политички рад, Вујасиновић се бавио и писањем књига. Написао је књиге:
- Озренски партизански одред, Сарајево и Загреб, 1950. и Београд, 1962.
- Косоричи из Кусача и други, Београд, 1953.
- Благоје Паровић, Сарајево, 1955.
- Сећања из илегалног партијског рада у Београду, Годишњак града Београда, 1959. ВИ стр. 287—307,
- Јабука на војничкој карти, Сарајево, 1961.
- Мучне године, Сећања на илегална времена 1930—1941, Сарајево, 1965.
- Незнани, Београд, 1967.

Носилац је Партизанске споменице 1941. и других југословенских одликовања, међу којима и Ордена јунака социјалистичког рада, Ордена народног ослобођења, Ордена заслуга за народ са златном звездом и Ордена братства и јединства са златним венцем.